# Tierra de Campos
Tierra de Campos (Země polí) je rozsáhlá úrodná rovina na španělské Mesetě, ležící na území provincií Palencia, Valladolid, Zamora a León. Zaujímá rozlohu okolo 4500 km² (přesné hranice nejsou oficiálně vymezeny) a má asi 130 000 obyvatel, z nichž většina žije ve městě Palencia, zatímco venkov se vylidňuje. Významným sídlem je i Medina de Rioseco, jejíž historické centrum je památkovou rezervací. Nadmořská výška regionu se pohybuje okolo 720 m. Podnebí je kontinentální, s horkými léty a mrazivými zimami.

## Přírodní podmínky
Nejdůležitějšími vodními toky v Tierra de Campos jsou Sequillo a Valderaduey. Oblastí prochází Canal de Castilla, který byl vybudován na přelomu osmnáctého a devatenáctého století jako dopravní tepna, je však využíván především k zavlažování polí. Na bohatých jílovitých půdách se pěstuje převážně pšenice setá, ječmen setý a čočka jedlá. Rozvinutá je i živočišná výroba (ovce, prasata, holubi). Ekonomická orientace se projevila i na místní architektuře – krajině dominují četné mlýny, sýpky a holubníky. Chráněným územím jsou Lagunas de Villafáfila, kde žije největší světová populace dropa velkého.

## Historie
Původními obyvateli byli příslušníci keltského kmene Vaccaei, na počátku středověku kraj ovládli Vizigóti a později ležela Tierra de Campos na hranici mezi křesťanskými a muslimskými státy. V novověku byla označována za obilnici Španělska. Nejsevernější části regionu prochází Svatojakubská cesta.

## Odraz v kultuře
David Trueba zasadil do oblasti děj svého stejnojmenného románu, vydaného roku 2017.